# Box2D
Box2D is een open source engine voor tweedimensionale computerspellen, bekend van spellen als de Angry Birds-serie, Happy Wheels en andere (vaak Flashgebaseerde) spellen. De engine is geschreven in C++ door Erin Catto, een programmeur in gesimuleerde natuurkunde bij Blizzard Entertainment. C++ stelt ontwikkelaars in staat om een efficiëntere en snellere code te schrijven, een groot voordeel voor een zwaar stuk software als een game engine.
Box2D is uitgegeven onder de zlib-licentie. Dit is een licentie voor open source software.

## Ontwikkeling
De ontwikkeling van Box2D begon in 2006 naar aanleiding van de Game Developer Conference (GDC), waar Catto een demonstratie gaf over natuurkunde in computerspellen.
Iets meer dan een jaar later ontwikkelde hij een tweede versie van Box2D omdat hij, naar eigen zeggen, gevraagd werd om het te verbeteren: "People have been asking me to improve Box2D for some time now and this is my response." ("Mensen vragen me nu al een tijdje om Box2D te verbeteren en dit is mijn reactie.").